# Шпагино (населённый пункт, станция)
Шпагино — населённый пункт (тип: станция) в Заринском районе Алтайского края России. Административный центр Шпагинского сельсовета.

## География
Расположен в северо-восточной части края, при станции Шпагино.
Климат
континентальный. Средняя температура января −17,7 °C, июля +19,2 °C. Годовое количество атмосферных осадков — 450 мм.

## История
Посёлок возглавляет муниципальное образование «Шпагинский сельсовет» согласно муниципальной и административно-территориальной реформе 2007 года.

## Население
| 1997 | 1998 | 1999 | 2000 | 2001 | 2002 | 2003 | 2004 | 2005 |
| ---- | ---- | ---- | ---- | ---- | ---- | ---- | ---- | ---- |
| 409  | ↗419 | ↗440 | ↘434 | ↗449 | ↗465 | ↗491 | ↗496 | ↗506 |
| 2006 | 2007 | 2008 | 2009 | 2010 | 2011 | 2012 | 2013 |      |
| ↘505 | ↗520 | ↗533 | ↗539 | ↗581 | ↘580 | ↘572 | ↘559 |      |

национальный состав
Согласно результатам переписи 2002 года, в национальной структуре населения русские составляли 96 % от 508 жителей.

## Инфраструктура
Фельдшерско-акушерский пункт
Путевое хозяйство Западно-Сибирской железной дороги.

## Транспорт
Станция доступна автомобильным и железнодорожным транспортом.
Станция Шпагино связывает пристанционный посёлок с Барнаулом, Заринском и Новокузнецком.
Посёлок при станции доступен по дороге общего пользования межмуниципального значения «подъезд к ст. Шпагино» (идентификационный номер 01 ОП РЗ 01Н-1303) протяженностью 9,052 км.